# Supercopa de Alemania 2015
La DFL Supercup 2015 fue la 6.ª edición de la Supercopa de Alemania. El partido se jugó el 1 de agosto de 2015 y participaron el Bayern de Múnich como campeón de la 1. Bundesliga 2014-15 y el campeón de la Copa de Alemania 2014-15, el VfL Wolfsburgo. Según el criterio utilizado en ediciones anteriores, la final se disputó a partido único en el estadio del vencedor de la Copa de Alemania, en este caso la final se disputó en la ciudad de Wolfsburgo.
| VfL Wolfsburgo   |  |  |  | Campeón de la Copa de Alemania (2014-15) |
| FC Bayern Múnich |  |  |  | Campeón de la 1. Bundesliga (2014-15)    |

## Partido
| 28         | Guardameta     | Koen Casteels     |     |
| 8          | Defensa        | Vieirinha         |     |
| 25         | Defensa        | Naldo             |     |
| 5          | Defensa        | Timm Klose        |     |
| 34         | Defensa        | Ricardo Rodríguez |     |
| 23         | Centrocampista | Josuha Guilavogui |     |
| 27         | Centrocampista | Maximilian Arnold |     |
| 7          | Centrocampista | Daniel Caligiuri  | 63' |
| 9          | Centrocampista | Ivan Perišić      | 70' |
| 14         | Centrocampista | Kevin De Bruyne   |     |
| 12         | Delantero      | Bas Dost          | 70' |
| Entrenador | Entrenador     | Dieter Hecking    |     |

| 1          | Guardameta     | Manuel Neuer       |     |
| 21         | Defensa        | Philipp Lahm       |     |
| 17         | Defensa        | Jérôme Boateng     |     |
| 5          | Defensa        | Mehdi Benatia      |     |
| 27         | Defensa        | David Alaba        |     |
| 6          | Centrocampista | Thiago Alcántara   | 74' |
| 14         | Centrocampista | Xabi Alonso        |     |
| 25         | Centrocampista | Thomas Müller      | 83' |
| 10         | Delantero      | Arjen Robben       |     |
| 9          | Delantero      | Robert Lewandowski | 72' |
| 11         | Delantero      | Douglas Costa      |     |
| Entrenador | Entrenador     | Pep Guardiola      |     |

| 17 | Centrocampista | André Schürrle   | 63' |
| 3  | Delantero      | Nicklas Bendtner | 70' |
| 11 | Delantero      | Max Kruse        | 70' |

| 13 | Defensa        | Rafinha      | 72' |
| 23 | Centrocampista | Arturo Vidal | 74' |
| 19 | Centrocampista | Mario Götze  | 83' |

| Anotado | 89' | Nicklas Bendtner | 1 - 1 |

| Anotado | 49' | Arjen Robben | 0 - 1 |

|                   |                  | 0 : 1 | Acierto de penal | Arturo Vidal  |
| Ricardo Rodríguez | Acierto de penal | 1 : 1 |                  |               |
|                   |                  | 1 : 1 | Fallo de penal   | Xabi Alonso   |
| Kevin De Bruyne   | Acierto de penal | 2 : 1 |                  |               |
|                   |                  | 2 : 2 | Acierto de penal | Arjen Robben  |
| André Schürrle    | Acierto de penal | 3 : 2 |                  |               |
|                   |                  | 3 : 3 | Acierto de penal | Philipp Lahm  |
| Max Kruse         | Acierto de penal | 4 : 3 |                  |               |
|                   |                  | 4 : 4 | Acierto de penal | Douglas Costa |
| Nicklas Bendtner  | Acierto de penal | 5 : 4 |                  |               |

| Amonestado | 35' | Josuha Guilavogui |  |
| Amonestado | 71' | Naldo             |  |
| Amonestado | 77' | Ivan Perišić      |  |

| Amonestado | 21' | Douglas Costa |  |
| Amonestado | 82' | Arturo Vidal  |  |

| Árbitro             | Marco Fritz    |
| Árbitros asistentes | Dominik Schaal |
| Árbitros asistentes | Marcel Pelgrim |
| Cuarto Árbitro      | Jochen Drees   |

| 28         | Guardameta     | Koen Casteels     |     |
| 8          | Defensa        | Vieirinha         |     |
| 25         | Defensa        | Naldo             |     |
| 5          | Defensa        | Timm Klose        |     |
| 34         | Defensa        | Ricardo Rodríguez |     |
| 23         | Centrocampista | Josuha Guilavogui |     |
| 27         | Centrocampista | Maximilian Arnold |     |
| 7          | Centrocampista | Daniel Caligiuri  | 63' |
| 9          | Centrocampista | Ivan Perišić      | 70' |
| 14         | Centrocampista | Kevin De Bruyne   |     |
| 12         | Delantero      | Bas Dost          | 70' |
| Entrenador | Entrenador     | Dieter Hecking    |     |

| 1          | Guardameta     | Manuel Neuer       |     |
| 21         | Defensa        | Philipp Lahm       |     |
| 17         | Defensa        | Jérôme Boateng     |     |
| 5          | Defensa        | Mehdi Benatia      |     |
| 27         | Defensa        | David Alaba        |     |
| 6          | Centrocampista | Thiago Alcántara   | 74' |
| 14         | Centrocampista | Xabi Alonso        |     |
| 25         | Centrocampista | Thomas Müller      | 83' |
| 10         | Delantero      | Arjen Robben       |     |
| 9          | Delantero      | Robert Lewandowski | 72' |
| 11         | Delantero      | Douglas Costa      |     |
| Entrenador | Entrenador     | Pep Guardiola      |     |

| 17 | Centrocampista | André Schürrle   | 63' |
| 3  | Delantero      | Nicklas Bendtner | 70' |
| 11 | Delantero      | Max Kruse        | 70' |

| 13 | Defensa        | Rafinha      | 72' |
| 23 | Centrocampista | Arturo Vidal | 74' |
| 19 | Centrocampista | Mario Götze  | 83' |

| Anotado | 89' | Nicklas Bendtner | 1 - 1 |

| Anotado | 49' | Arjen Robben | 0 - 1 |

|                   |                  | 0 : 1 | Acierto de penal | Arturo Vidal  |
| Ricardo Rodríguez | Acierto de penal | 1 : 1 |                  |               |
|                   |                  | 1 : 1 | Fallo de penal   | Xabi Alonso   |
| Kevin De Bruyne   | Acierto de penal | 2 : 1 |                  |               |
|                   |                  | 2 : 2 | Acierto de penal | Arjen Robben  |
| André Schürrle    | Acierto de penal | 3 : 2 |                  |               |
|                   |                  | 3 : 3 | Acierto de penal | Philipp Lahm  |
| Max Kruse         | Acierto de penal | 4 : 3 |                  |               |
|                   |                  | 4 : 4 | Acierto de penal | Douglas Costa |
| Nicklas Bendtner  | Acierto de penal | 5 : 4 |                  |               |

| Amonestado | 35' | Josuha Guilavogui |  |
| Amonestado | 71' | Naldo             |  |
| Amonestado | 77' | Ivan Perišić      |  |

| Amonestado | 21' | Douglas Costa |  |
| Amonestado | 82' | Arturo Vidal  |  |

| Árbitro             | Marco Fritz    |
| Árbitros asistentes | Dominik Schaal |
| Árbitros asistentes | Marcel Pelgrim |
| Cuarto Árbitro      | Jochen Drees   |

|                                |
|                                |
| Campeón Wolfsburgo 1.er título |